# ترولرز تیلز
تِرَوِلِرز تِیلز (به انگلیسی: Traveller's Tales؛ به معنای «داستان‌های مسافر») یک شرکت توسعهٔ بازی ویدئویی بریتانیایی است و یکی از شرکت های تابعهٔ تی‌تی گیمز محسوب می شود. ترولرز تیلز در سال ۱۹۸۹ توسط جان برتون و اندی اینگرام تأسیس شد. در ابتدا یک شرکت کوچک که بود اما از طریق شرکت های بزرگی مثل سگا و استودیو دیزنی اینتراکتیو رشد کرد. در سال ۲۰۰۴ به کمک گیانت اینتراکتیو بازی لگو جنگ ستارگان: بازی ویدئویی را توسعه داد و حق انحصاری توسعهٔ بازی‌های لگویی را به دست آورد. در سال ۲۰۰۵ جاینت اینتراکتیو توسط ترولرز تیلرز خریداری شد و این دو با هم ادغام شدند تا تی‌تی گیمز را ایجاد کنند. ترولرز تیلرز به بخش توسعهٔ شرکت جدید تبدیل شد.